# اليعاسيب (حداد بني مالك)
اليعاسيب؛ قرية سعودية، تتبع مركز حداد بني مالك في محافظة حداد بمنطقة مكة المكرمة. تقع في جنوب غرب مدينة الطائف بمسافة ( ) كم.